# Commiphora ciliata
Commiphora ciliata är en tvåhjärtbladig växtart som beskrevs av K. Vollesen. Commiphora ciliata ingår i släktet Commiphora och familjen Burseraceae. Inga underarter finns listade i Catalogue of Life.